# Sebastian Saavedra
Sebastian Saavedra (Bogota, 2 juni 1990) is een Colombiaans autocoureur. 

## Carrière
Saavedra startte zijn carrière in het formuleracen in diverse Formule BMW kampioenschappen. In 2008 maakte hij de overstap naar de Duitse Formule 3. Hij won dat jaar manches op de Hockenheimring, op Assen en Oschersleben en werd tweede in de eindstand van het kampioenschap. In 2009 verhuisde hij naar de Verenigde Staten en ging hij aan de slag in de Indy Lights voor het Indy Lights team van Andretti Green Racing. Hij won op de Kansas Speedway en later dat jaar op het stratencircuit van Toronto en werd derde in het kampioenschap en werd bekroond tot rookie of the year. In 2010 stapte hij over naar het team van Bryan Herta voor een tweede seizoen in de Indy Lights en hij reed voor hetzelfde team de Indianapolis 500, die hij finishte op de 23e plaats. In 2011 reed hij de IndyCar Series voor Conquest Racing. Hij kon zich dat jaar niet kwalificeren voor de Indianapolis 500. In 2012 zette hij een stap terug en ging opnieuw aan de slag in de Indy Lights. Hij won op Barber Motorsports Park en werd vierde in de eindstand.

## Resultaten

#### Indianapolis 500
| Jaar | Chassis | Motor     | Start | Finish | Team                  |
| ---- | ------- | --------- | ----- | ------ | --------------------- |
| 2010 | Dallara | Honda     | 32    | 23     | Bryan Herta Autosport |
| 2011 | Dallara | Honda     | DNQ   | DNQ    | Conquest Racing       |
| 2012 | Dallara | Chevrolet | 24    | 26     | Andretti Autosport    |
| 2013 | Dallara | Chevrolet | 27    | 32     | Dragon Racing         |